# Cherry Valley (Arkansas)
Cherry Valley város az USA Arkansas államában, Cross megyében. Lakosainak száma 575 fő (2020. április 1.).

## Népesség
A település népességének változása:

| 2010 | 651 |
| 2020 | 575 |